# Гусево (Медынский район)
Гусево — деревня в Медынском районе Калужской области России. До упразднения уездно-губернского деления входила в состав  Гиреевской волости Медынского уезда . 

## География
Находится в пределах Смоленско-Московской возвышенности Русской равнины, по берегам реки Киёвка, в 17 км от Калужского шоссе А101.

## История
- 1770—1782 годы: Гусево — село с пустошами подполковника артиллерии Петра Михайловича Полуехтова в Боровском уезде[2][3].
- 1863 год: «Согласно списку населённых мест Калужской губернии» Гусево — владельческое сельцо на тракте Медынь-Гжатск 2-го стана Медынского уезда.
- 1866 год: Деревня Гусева переходит во владение Ноздреевой А. Г.[4]
- 1860-е годы: в деревне проживал купец Новиков Пётр Дмитриевич, уроженец деревни Фокино. Новиков открыл в Гусево торговую лавку, кирпичный завод и салотопку.

#### XX век
- 1917 год: В отчёте уездного медынского комиссара упомянуто, что  10 августа 1917 года в 10 часов вечера с целью грабежа шестью злоумышленниками сделано разбойное нападение на дом П. Д. Новикова,  взяты деньги, золотые и серебряные вещи. Местные волостные милиционеры оказались неспособны поймать грабителей из-за малой численности и слабой организованности[5].
- 1918 год: Организуются два организованы два сельских совета: Гусевский (деревни Гусево, Горлово, Маслово, Глебово, Новоселки, Шумово, Бордуково, Жеребятниково, Рокотино, Коняево, Мешково, Косицкое) и Петровский (деревни Петровск, Кочетовка, Ново-Беляево, Грибово, Заворыкино, Таракановка, Власьево, Жихарево). В дальнейшем их объединили в один Гусевский сельский совет.
- 1929 год: В Гусеве была организована коммуна.

В 1930-е годы были созданы колхозы: «Гусевская сельхозартель», «Красная деревня», «Красный пахарь», «имени Ворошилова», «Большевик», «Красный луг».

##### Великая отечественная война
- 12 октября 1941 года немцы без боя взяли Гусево. Вскоре, при сильной бомбежке было разрушено пять домов.
- 3 января 1942 года: 1-й батальон 201-й воздушно-десантной бригады капитана Суржика высаживается в ночь на 3 января 1942 года в районе деревень Гусево, Бордуково и Гусаково. Командир подачей световых сигналов обеспечил быстрый сбор парашютистов. При высадке выяснилось, что противник оставил Гусево, в течение суток были без боя заняты также Грибово и Маслово[6][7][7][8].
- 7 января 1942 года: При окончательном отступлении немцы сожгли две деревни — Шумово и Бордуково. После ухода немцев в деревне расположился полевой госпиталь, который находился в переоборудованном деревянном здании сельской школы. Там находились тяжелораненые, а для тех, у кого были легкие ранения, рядом были разбиты солдатские палатки. Работников для госпиталя набирали из местного населения.
- 17 января 1942 года: 53-ая стрелковая дивизия 43-й армии Западного фронта выдвинулась из Гребёнкино, Мешково и Гусево в район Кошняков[9].
- 23 января 1942-года: 18-я танковая бригада проходила через Гусево, наступая из Медыни на Кошняки.
- 1 января 1945 года в акте инвентаризации жилых и на дворных построек колхозников в Гусевском сельском совете, подвергшемся немецкой оккупации, были зарегистрированы следующие данные: «В Гусеве проживало членов семей — 78, имелось жилых домов — 25, разрушено полностью — 4, частично — 2».

##### Послевоенное время
10 октября – 1953 года решением исполкома Медынского Районного Совета депутатов трудящихся были открыты Гусевская и Глуховская сельские библиотеки.
В 1964 году был введён в эксплуатацию водопровод с общественными водоразборными колонками.
В 1980-е годы были построены: новая библиотека, дом быта, медпункт, механизированные свинофермы. Деревянные бараки с водопроводом и канализацией, на дорогах деревни прокладываются железобетонные плиты.
Реформы 90-х годов привели к сокращению поголовья скота, запустению ферм, обветшанию техники, постоянной нехватке топлива, задержке зарплат. Население деревни резко уменьшается. В 2000-е была построены новая школа и  плотина, реконструирована молочная ферма. Хозяйство деревни Гусево вошло в состав ОАО «Мосмедыньагропром».

## Население
| 2002 | 2010 |
| ---- | ---- |
| 384  | ↘346 |

## Инфраструктура
Личное подсобное хозяйство с зоной сельскохозяйственного использования, индивидуальная застройка усадебного типа.
На территории деревни работает отделение почты, ФАП, школа, четыре магазина.

## Транспорт
Согласно "Списку населённых мест Калужской губернии» (1863 год) Гусево стояло на тракте Медынь-Гжатск
Остановка общественного транспорта «Гусево» в центре деревни.